# Тегістік (Жанатурмиський сільський округ)
Тегісті́к (каз. Тегістік) — село у складі Байзацького району Жамбильської області Казахстану. Входить до складу Жанатурмиського сільського округу.
У радянські часи село називалося Тегістик.
Населення — 243 особи (2021; 319 у 2009, 270 у 1999, 270 у 1989).

## Персоналії
- Жаксилик Аміралиули Ушкемпіров (нар. 1951) — радянський борець класичного стилю, Олімпійський чемпіон, Герой Праці Казахстану, Заслужений майстер спорту СРСР (1980). Чемпіон світу. Перший етнічний казах — олімпійський чемпіон.